# Wereldlijn
Een wereldlijn is een begrip uit de relativiteitstheorie, dat op een abstracte manier het afgelegde pad van een voorwerp in de ruimtetijd beschrijft. Het is nauw verbonden met het begrip traject, maar is meer aan de relativiteitstheorie aangepast door ruimte en tijd op een gelijke manier te behandelen. 
De wereldlijn van een object, bijvoorbeeld van een foton, waarop behalve de zwaartekracht geen andere kracht werkt, is een geodeet.
Het idee van de wereldlijn is in 1908 door Hermann Minkowski voor de beschrijving van de speciale relativiteitstheorie met het naar hem genoemde minkowski-diagram naar voren gebracht.

## Beschrijving
Stel dat men een bewegend deeltje wil beschrijven. Het pad van een deeltje wordt met de wetten van Newton beschreven door zijn positie-coördinaten te geven als functie van de tijd:
{\displaystyle \mathbf {x} =\mathbf {x} (t)}
Indien men datzelfde deeltje wil beschrijven in de relativiteitstheorie, is de bovenstaande vergelijking nogal onnatuurlijk. In de relativiteitstheorie worden tijd en ruimte immers niet als afzonderlijke grootheden gezien, maar als coördinaten die gezamenlijk één object, de ruimtetijd, beschrijven. De tijd is dus geen absolute grootheid. Daarom beschrijft men in de relativiteitstheorie het pad van een deeltje liever als een welbepaalde lijn in de ruimtetijd. Men neemt dan een parameter die het pad beschrijft, maar niet noodzakelijk gelijk is aan de tijd. Als men deze parameter {\displaystyle \tau } noemt, schrijft men in de relativiteitstheorie dus iets als
{\displaystyle (t,\mathbf {x} )=(t(\tau ),\mathbf {x} (\tau ))}
Het gehele pad van het deeltje wordt op deze manier een kromme in de ruimtetijd, dus is in zekere zin één object. Dit object noemt men de wereldlijn. In principe is de grootheid {\displaystyle \tau }, waarmee de wereldlijn wordt geparametriseerd, willekeurig gekozen, maar meestal neemt men hiervoor de eigentijd van het deeltje. Door differentiëren krijgt men dan de viersnelheid, waarvan de grootte, afhankelijk van de conventies, altijd 1 of altijd {\displaystyle c^{2}} is.

## Weergave

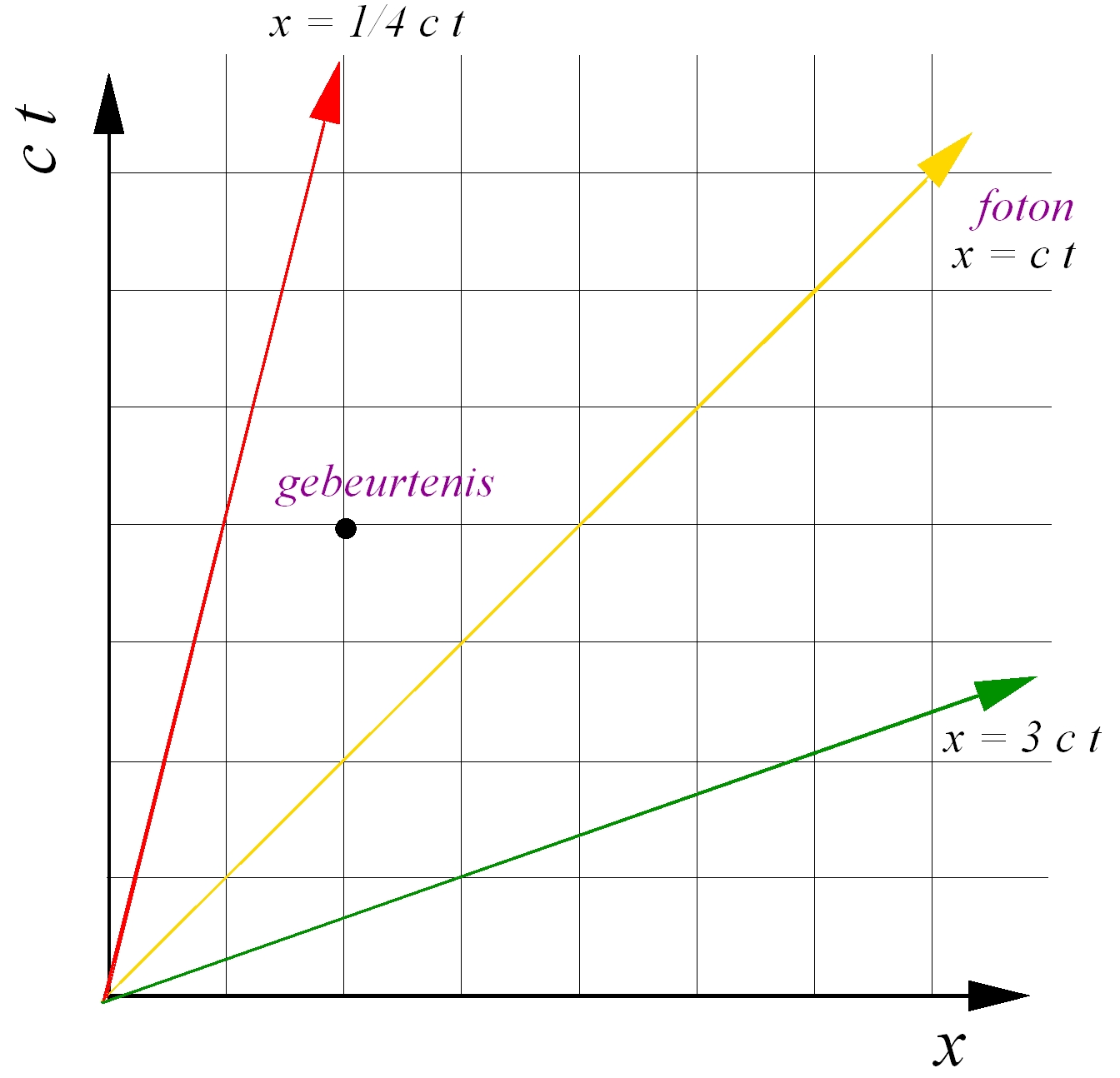
Verschillende wereldlijnen: De deeltjes bewegen met een constante snelheid langs de -as, is de tijd en de plaats.
instantane plaats

Het is eenvoudig om de bovenstaande uitleg wat concreter te maken met een afbeelding. Stel dat op tijdstip {\displaystyle t=0} drie deeltjes vertrekken, die zich met constante snelheid langs de {\displaystyle x}-richting bewegen. De figuur rechts geeft weer wat voor elk van de deeltjes de positie is als functie van de tijd. De tijd is verticaal weergegeven. Anderzijds kan men dit ook bekijken als volgt: voor elk deeltje is de overeenkomstige lijn precies de verzameling van punten in de ruimtetijd waar het deeltje is geweest. Die drie lijnen zijn dus de wereldlijnen van de drie verschillende deeltjes.

## Meerdimensionale objecten

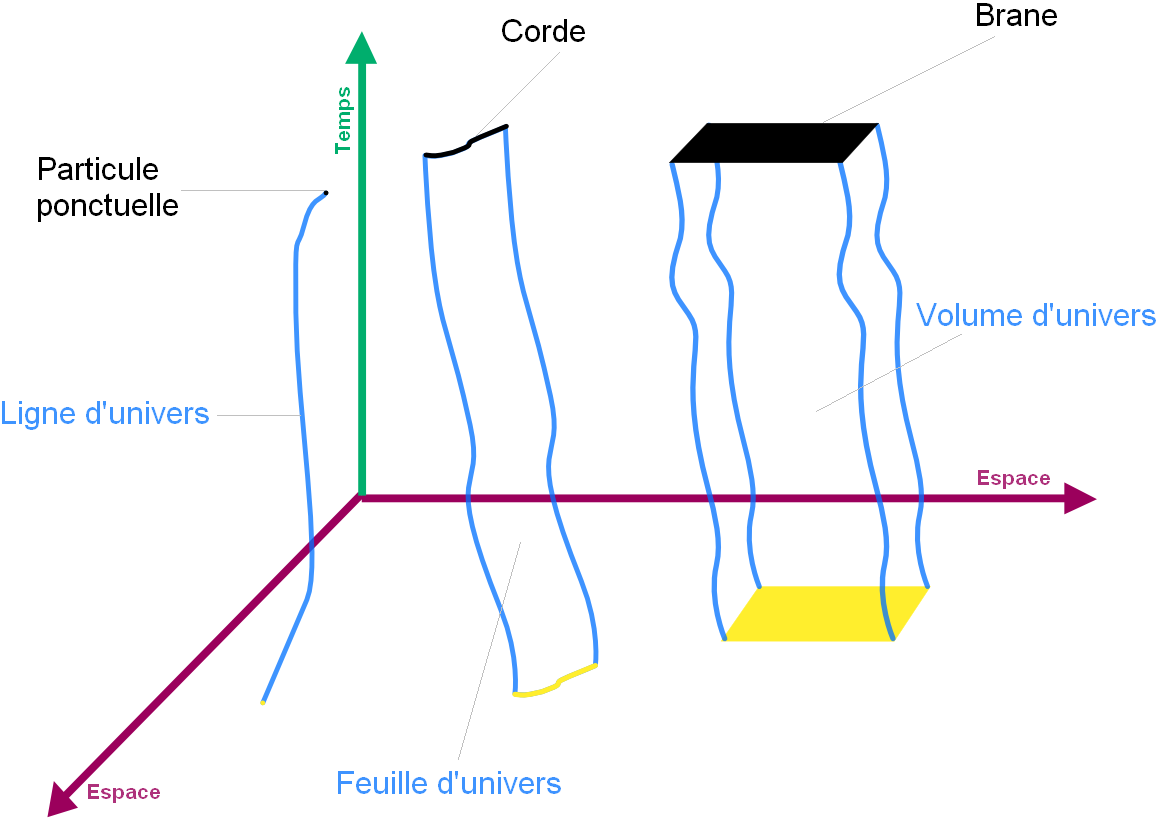
Een wereldlijn van een deeltje, een wereldoppervlak van een snaar en een wereldvolume van een braan.

Men kan nu de bovenstaande uitleg herhalen voor meerdimensionale objecten. In de snaartheorie worden bijvoorbeeld kleine trillende snaartjes bestudeerd, die zich door de ruimte(tijd) verplaatsen. Zo een snaartje is een object met dimensie 1: het heeft immers een lengte. Als we kijken naar alle punten in de ruimtetijd die door een snaar worden doorlopen, zien we een tweedimensionaal oppervlak. Die wordt ook wel het wereldoppervlak van de snaar genoemd. Bovendien zijn er in de snaartheorie en daarmee verwant de M-theorie, ook meerdimensionale objecten relevant: branen. Als een braan ruimtelijke dimensie {\displaystyle p} heeft, een trillend oppervlak bijvoorbeeld heeft dimensie 2, dan is zijn wereldvolume een oppervlak in de ruimtetijd van de dimensie {\displaystyle p+1}. Dit komt met de wereldlijn overeen, maar dan in meer dimensies.

## Relatie met het begrip traject
In de klassieke mechanica wordt soms gesproken van het traject of de baan van een voorwerp. Daarmee bedoelt men de punten in de ruimte waar een voorwerp voorbijkomt in zijn beweging. Dat is gelijkaardig aan het begrip wereldlijn, maar er is een klein verschil. In de terminologie van de eerste sectie, is de baan van een deeltje gegeven door de kromme
{\displaystyle x(t)}
in de Newtoniaanse beschrijving. Het is dus een kromme die geheel in de ruimte ligt en door {\displaystyle t} wordt geparametriseerd. Het is dus eigenlijk de projectie van de wereldlijn in de ruimtetijd op een ruimtelijk deelvlak. Als men bijvoorbeeld een planeet beschouwt in een twee-dimensionale wereld, die om een ster draait, is de baan een cirkel rond deze ster dus een kromme in het twee-dimensionale vlak, terwijl de wereldlijn als men de tijd verticaal voorstelt een driedimensionale spiraal.

## Algemene relativiteitstheorie
De wereldlijn van een object wordt in de algemene relativiteitstheorie met een tensor beschreven. Daarbij kan een wereldlijn zichzelf niet snijden. Gesloten tijdachtige krommen zijn onmogelijk.

## Websites
- 2. Het ruimte-tijd continuüm. gearchiveerd